# Maurice Grasset
Pour les articles homonymes, voir Grasset.
Maurice Ferdinand Albert Grasset (Toulon, 4 juin 1863 - Paris, 21 mai 1932), est un officier de marine français.

## Biographie
Fils d'un officier de marine, il entre à l'École navale en octobre 1880 et en sort aspirant de 1re classe en octobre 1883. Il sert alors sur le cuirassé Trident en escadre d'évolutions puis embarque sur le La Galissonnière à la division des mers de Chine.
En mars 1885, il passe sur le croiseur La Clochetterie, participe aux opérations de Chine et aux campagnes d'Annam et du Tonkin et est nommé enseigne de vaisseau en octobre 1885. Il se fait alors remarquer à terre dans les colonnes du Haut-Tonkin et obtient un témoignage officiel de satisfaction pour des recherches topographiques qu'il a effectué dans le delta du Tonkin.
Il sert en 1887 à la majorité générale de Toulon puis sur le croiseur Seignelay à la division du Levant et est nommé lieutenant de vaisseau en novembre 1890. Second d'une compagnie à la division des équipages à Brest, il fait l’École des torpilles sur l' Algésiras à Toulon et en est breveté. Le petit torpilleur 127 lui est alors confié (1892) et il capture avec lui cinq balancelles italiennes dans une zone de pêche interdite sur les côtes de la Corse.
En 1893-1894, il est instructeur sur le croiseur-école Iphigénie puis, en septembre 1894, est envoyé à l’État-major général où il est chargé de la rédaction des instructions défensives des côtes de France. Commandant du torpilleur Flibustier en Méditerranée (1898), il est blessé en juin à Ajaccio en défendant l'accès à son bâtiment.
Élève de l’École supérieure de marine (1900) dont il sort breveté avec un témoignage officiel de satisfaction, il devient aide de camp de l'amiral Gervais durant les grandes manœuvres puis commande la Mouette en station à Constantinople (1901-1902). Proche de l'ambassadeur Ernest Constans, il se montre excellent diplomate au moment des difficultés avec le gouvernement turc qui amenèrent une démonstration navale.
Promu capitaine de frégate (juin 1903), il commande le contre-torpilleur Wattignies à Toulon et devient second du croiseur cuirassé Marseillaise en escadre du Nord et en Méditerranée.
En mars 1905, il est renvoyé à Constantinople où il succède à Pierre Loti dans le commandement du contre-torpilleur Vautour puis commande en juin 1907 le transport Mytho avec lequel il prend part aux opérations sur les côtes du Maroc.
Capitaine de vaisseau (janvier 1910), commandant du cuirassé Patrie en Méditerranée puis du croiseur cuirassé Jeanne-d'Arc (avril 1912-août 1915), il s'y montre excellent instructeur.
En août 1914, au début de la Première Guerre mondiale, il participe dans l'escadre de l'amiral Rouyer aux démonstrations sur le pas de Calais puis sert à la division de Syrie. Il rallie alors le 22 avril 1915 le pavillon de l'amiral Guépratte à Moudros et s'y distingue par la précision de son tir lors des débarquements de Besika et de Koum-Kaleh.
Contre-amiral (février 1916), sous-chef d'état-major général, commandant de la 4e division légère avec pavillon sur la Jeanne-d'Arc (mai 1916) puis en août 1917 sur la Gloire, il est nommé aux commandes de la division navale des Antilles et est remercié en juillet 1918 par le gouvernement britannique pour avoir donné assistance à des croiseurs durant les troubles survenus dans les Antilles britanniques.
En septembre 1918, il est nommé attaché naval à Londres et fait partie de la Commission de surveillance de l'exécution de l'armistice. Promu vice-amiral en août 1919, il est nommé en septembre préfet maritime de Cherbourg puis en février 1921 chef d'état-major général de la marine. Il réorganise la politique navale française en supprimant les séquelles de la guerre et en établissant les premiers programmes de nouvelles constructions visant au renouvellement du matériel obsolète des quatre années de conflit.
En juin 1925, il est admis en 2e section et meurt à Paris le 21 mai 1932.

## Publication
- La Défense des côtes, 1899

## Distinctions
- Grand officier de la Légion d'honneur (30 janvier 1921)
- Croix de guerre 1914–1918
- Navy Distinguished Service Medal (8 mars 1919)
- Grand' Croix de l'Ordre de la Couronne d'Italie, le 29 février 1924
- Grand' Croix de l'Ordre Polonia Restituta, en 1924
- Grand-Officier de l'Ordre des Saints-Maurice-et-Lazare, le 25 septembre 1924
- Grand-Officier de l'Ordre du Ouissam alaouite marocain
- Chevalier-Commandeur de l'Ordre de Saint-Michel et Saint-Georges britannique, en 1918
- Commandeur de l'Ordre de Saint-Alexandre de Bulgarie, le 18 mai 1906
- Commandeur de l'ordre du Dannebrog, le 22 juin 1913
- Commandeur de l'Ordre de l'épée de Suède, le 5 juin 1913
- Compagnon de l'Ordre du Bain britannique, en 1918
- Chevalier de 2ème classe de l'Ordre de Saint-Vladimir russe
- Chevalier de 2ème classe de l'Ordre de Sainte-Anne russe
- Officier de l'Ordre du Sauveur de Grèce
- Médaille russe du zèle de 2ème classe